# Zwevezele
Zwevezele es un lugar en la provincia belga de Flandes Occidental. Es una parte de Wingene el 1 de enero de 1977.
- Datos: Q2511918
- Multimedia: Zwevezele / Q2511918

1. ↑  Worldpostalcodes.org, código postal n.º 8750.